# Огнян Ценков
Огнян Кирилов Ценков е бивш кмет на община Видин от партия ГЕРБ, в периода 9 ноември 2015 г. – 12 ноември 2019 г. На 21 април 2020 г. подава заявление за прекратяване на членството си в ГЕРБ и се присъединява към партията на Цветан Цветанов – Републиканци за България.

## Биография
Роден е във Видин на 3 февруари 1963 г. Завършва СОУ „Цар Симеон Велики“, Видин (1981) и специалност „Телевизионна и радиотехника“ във ВНВУ „Васил Левски“, Велико Търново през 1985 г.
Служи като офицер в Българската народна армия (1985 – 1990) в поделение в Самоков, заемайки длъжностите командир на свързочен взвод, командир на батарея за управление на дивизион, командир на батарея за управление на бригада. В периода от 1993 до 2009 г. е на работа в системата на МВР във Видин. От декември 2014 г. до избирането му за кмет, излъчен от ПП ГЕРБ, е заместник областен управител на област Видин.
На местните избори през 2015 г. в първия тур О. Ценков като кандидат от ГЕРБ събира 22,07 % от гласовете срещу 26,03 % на съперничката Росица Кирова от местната коалиция „Единни за промяна“. На балотажа във втория тур той побеждава с 55,06% с подкрепата на коалиция „Надежда“ (Реформаторски блок, Народен съюз, Български демократичен център) и дотогавашния кмет (от БСП) Герго Гергов, а тя изостава, подсилена с гласове от БСП.